# Cinema clàssic de Hollywood
El cinema clàssic de Hollywood és una caracterització que es refereix a una manera institucionalitzada de producció cinematogràfica. Tal forma de producció resulten d'un procés global, que va assumir formes particulars d'acord amb situacions locals concretes: recursos financers, tècnics i humans, característiques del públic, tradicions i convencions artístiques, etc. En aquest cas, la indústria cinematogràfica nord-americana va aconseguir una posició privilegiada a mitjan dècada de 1910, ja que posseïa una indústria en consolidació i la Primera Guerra Mundial, en comptes d'ocasionar-li inconvenients, va significar una valuosa oportunitat en la mesura que li va facilitar proveir els mercats que els països europeus havien descurat, a causa de les limitacions imposades per la confrontació bèl·lica.

## Inicis
Hollywood s'aniria convertint en aquests anys, no solament en sinònim de cinema nord-americà, sinó també en el paradigma del cinema institucional. Aquest paradigma va estar vigent entre 1917 i 1960 aproximadament. David Bordwell ha plantejat que al voltant de 1910, la majoria de les pel·lícules de ficció utilitzaven sistemes narratius, temporals i espacials similars, al mateix temps que es consolidava el sistema de producció d'estudi amb la seva particular divisió del treball i el seu caràcter marcadament industrial. En 1960 la major part de les companyies productores s'havien passat a la televisió que des de la dècada anterior s'havia constituït com el mitjà d'entreteniment hegemònic, les estrelles havien deixat de tenir contractes d'exclusivitat amb els estudis, els productors també s'havien tornat independents i s'havia trencat la integració vertical a través de la qual unes quantes companyies controlaven la producció, la distribució i l'exhibició, al que se sumava que el codi Hays que regulava el que podia ser mostrat i el que no, estava ferit de mort. A més, el cinema d'art i assaig travessava el seu millor moment formal i comercial, i s'havia aconseguit cert estàndard tecnològic amb el color de gran definició, el so d'alta fidelitat i el format panoràmic.

## Característiques del cinema clàssic
En aquest sentit, el cinema clàssic de Hollywood no fa referència exclusivament a certes convencions formals ni a un conjunt de pel·lícules específiques, sinó que és un sistema de pràctica cinematogràfica: aquesta consisteix en una sèrie de normes estilístiques àmpliament acceptades, que constitueixen un sistema integral de producció cinematogràfica que al seu torn les suporta a elles. Aquestes normes constitueixen una determinada sèrie de supòsits sobre com ha de comportar-se una pel·lícula, sobre quines històries ha d'explicar i com ha d'explicar-les, de l'abast i les funcions de la tècnica cinematogràfica i sobre les activitats de l'espectador. Aquestes normes formals i les funcions es crearan, prendran forma i trobaran suport dins d'una manera de producció: un conjunt característic d'objectius econòmics, una divisió específica del treball i maneres particulars de concebre i executar el treball cinematogràfic. Si bé no hi ha cap pel·lícula totalment “clàssica”, doncs totes aquestes representen un equilibri inestable de les normes clàssiques, és possible identificar el classicisme d'aquest sistema donat el seu èmfasi en l'harmonia formal, la destresa tècnica i el control de les respostes de l'espectador. Aquest èmfasi se sustentava en una sèrie de normes estilístiques basades en el realisme (entès com a versemblança dels esdeveniments, encara que òbviament amb àmplies excepcions que variaven segons els gèneres), el muntatge de continuïtat, la invisibilitat de la narració, la reducció de l'ambigüitat i la universalitat de les històries.

## Tractament narratiu
Es tracta d'un cinema marcadament narratiu, en el qual tots els elements cinematogràfics se subordinaven a la narració. Es tractava d'un cinema de desglossament o, si es prefereix, d'un cinema que havia de recórrer constantment a la metonímia en tant que solament proposa fragments a l'interlocutor perquè aquest pugui referir-se, immediatament, a la totalitat suggerida. Però això només és possible si entre cada un dels fragments, així com entre cada un d'aquests i la totalitat, existeixen relacions òbvies, nexes molt estrets. La idea de continuïtat resulta, per tant, indispensable per a aquest principi de desglossament: continuïtat cronològica entre els plans que succeeixen, però també continuïtat lògica entre els primeríssims primers plans i els grans plans generals, com entre els diversos trossos d'acció o del món que es representa per separat. L'obvietat de les relacions entre els fragments és definida per una lògica privilegia decididament la causalitat, centrada en els personatges. Causalitat, conseqüència, motivacions psicològiques clares, desig de superar els obstacles i aconseguir uns objectius, són els motors de les pel·lícules clàssiques.

## Personatges
Els personatges són clarament definits des d'un començament i generalment presenten personalitats estables en tot el film, la qual cosa sumada a una història gairebé sempre estructurada entorn d'un estat d'equilibri, la ruptura d'aquest i, finalment, el seu restabliment, fan que l'espectador sigui conduït a través de la pel·lícula. Gilles Deleuze ha denominat a aquesta estructura “la gran forma”, que ha representat com "SAS", en la qual S equival a situació i A a acció, on la desviació o ruptura provocada per una acció només existeix per ser satisfeta o resolta a través d'altres accions.
Com a part del cinema institucional, el cinema clàssic de Hollywood construeix un subjecte la ubicació del qual és difícil de definir, que viatja a través de l'espaitemps del film, viatge que està garantit pel muntatge en continuïtat. En la dimensió temporal, la continuïtat dels gestos i les accions d'un pla a un altre, van ser les principals eines per deixar prou clar que un canvi de plànol era un avanç en el desenvolupament cronològic. En la dimensió espacial, va ser fonamental orientar a l'espectador i això es va realitzar a partir del supòsit que els plànols es filmarien i es muntarien de manera que aquest quedés sempre en el mateix costat pel que fa al desenvolupament de la història, més enllà de la quarta paret, encara que en una butaca mòbil a diferència de l'espectador teatral, per a això es va utilitzar la denominada regla dels 180°, acompanyada del pla/contraplà, la continuïtat de mirada, de direcció. Tots aquests recursos es constituirien en convencions cinematogràfiques que continuen usant-se àmpliament. Pot concloure's que els trets clàssics gaudeixen d'una envejable vitalitat, però el sistema en el qual es van formar i van adquirir sentit ha desaparegut, la qual cosa ha fet que aquests trets es combinin en l'actualitat amb elements cinematogràfics “moderns” i “contemporanis”.

## Edat d'Or del Cinema Clàssic
Els historiadors del cinema utilitzen els termes «era daurada de Hollywood» i narrativa clàssica de Hollywood per designar alhora un estil visual i de so per a pel·lícules i una manera de producció usats en la indústria cinematogràfica dels Estats Units d'Amèrica aproximadament entre els anys 10 i els anys 60. L'estil clàssic significa fonamentalment un cinema basat en el principi de la continuïtat o en l'edició amb un estil "invisible". És a dir, la càmera i l'enregistrament de so no haurien de cridar l'atenció de l'espectador. En aquesta època les pel·lícules en els estudis de Hollywood es rodaven de forma semblant a la qual s'utilitzava per acoblar els cotxes en les cadenes de muntatge d'Henry Ford. No hi havia dues pel·lícules exactament iguals, però la majoria seguien un gènere: Western, comèdia, cinema negre, musicals, cinema d'animació, cinema biogràfic, etcètera, i els mateixos equips creatius solien treballar en les pel·lícules produïdes pel mateix estudi; per exemple, Cedric Gibbons i Herbert Stothart sempre van treballar en les pel·lícules de la MGM, Alfred Newman va treballar per la Twentieth Century Fox durant vint anys, gairebé totes les pel·lícules de Cecil B. De Mille van ser produïdes per la Paramount, les pel·lícules del director Henry King van ser majoritàriament rodades per la Twentieth Century Fox, etc. Es podia arribar a endevinar quin estudi havia produït cada pel·lícula només pels actors que apareixien en ella; cada estudi tenia el seu propi estil i el seu toc característic que feia possible esbrinar-ho (una qualitat que no existeix en l'actualitat).
Així i tot, cada pel·lícula tenia lleugeres diferències i, en contraposició als fabricants de cotxes, la majoria de les persones que intervenien en el rodatge eren artistes. Per exemple, Tenir i no tenir (1944) és famosa no només per la seva parella de protagonistes Humphrey Bogart i Lauren Bacall, sinó també per haver estat escrita per dos futurs guanyadors del Premi Nobel de Literatura: Ernest Hemingway, autor de la novel·la en la qual es va basar la pel·lícula, i William Faulkner, que va treballar en l'adaptació per a la pantalla gran. No obstant això, rodar pel·lícules encara era un negoci i les productores feien diners operant sota l'anomenat sistema d'estudi. Els principals estudis tenien a milers de persones en nòmina -actors, productors, directors, escriptors, especialistes, mecànics i tècnics. També posseïen centenars de teatres en ciutats i pobles repartits per tot el país- teatres que projectaven les seves pel·lícules i que sempre necessitaven material fresc.

## Obres representatives
Molts historiadors posen l'accent en la gran quantitat de bones pel·lícules que van sorgir en aquest període de ferri control dels rodatges. Una de les raons que va fer això possible va ser que, amb tantes pel·lícules en producció simultàniament, no totes havien de ser un èxit de taquilla. Un estudi podia arriscar-se amb un projecte de pressupost mitjà que tingués un bon guió i actors relativament desconeguts: Ciutadà Kane, dirigida per Orson Welles (1915-1985), complia aquestes premisses. En altres casos, directors amb una gran personalitat com Howard Hawks i Frank Capra es van barallar amb els estudis per imposar les seves visions artístiques. El sistema d'estudi va aconseguir, probablement, el seu apogeu en 1939, que va veure l'estrena de clàssics com El màgic d'Oz', Allò que el vent s'endugué, La diligència, "Caballero sin espada", Només els àngels tenen ales, Ninotchka o "Medianoche". Entre altres títols sortits de l'Edat d'Or que són considerats clàssics, poden citar-se: Casablanca, Què bonic és viure!, Psicosi, La dona fantasma, la versió original de King Kong, La Guerra dels Mons, Oliver Twist, Drácula, La Blancaneu i els set nans, Pinotxo, Fantasia,"La Bella Durmiente" o Mary Poppins. Arxivat 2018-07-27 a Wayback Machine.

## Muntatge i tecnologia de revelatge
El cap de muntatge era l'encarregat de decidir quines tomes formarien el film final, els responsables d’assemblar les còpies positives per al mercat eren els entruncadors, i els projeccionistes s'ocupaven d’arreglar les còpies quan aquestes es trencaven. Aquestes tasques podien ser vistes com a austeres o poc sofisticades durant la dècada dels 20 i fins ben entrats els anys 30. No va ser fins que es va estandarditzar el procediment de muntatge, l’amplada d’entroncament i les còpies de treball, que el ritme de muntatge augmentà progressivament.

## Mètode de porta-film i cubeta
Després d'extreure la pel·lícula exposada de la càmera, es desenrotllava del seu eix i s'enrotllava en una estructura de fusta rectangular, o porta-film, amb petites clavilles cada cert interval per evitar que la pel·lícula rellisqués. Després, els tècnics de laboratori sumergien el porta-film en una sèrie de cubetes de fusta amb diferents solucions de revellatge. Una vegada revel·lat el negatiu, el porta-film es col·locava sobre un suport que girava a mesura que la pel·lícula s'anava enrotllant en una estructura cilíndrica que girava fins a assecar-se. Aquest mètode permetia als realitzadors aconseguir una variació considerable de la imatge en el moment del revel·lat.

## Perforadora de pel·lícula
Mètode de transmissió d'informació al laboratori sobre la pel·lícula. Aquest consisteix en una perforadora que tenien incorporades les càmeres cinematogràfiques per fer un foradar les pel·lícules en el punt on es podia tallar el cel·luloide.

## Correcció de la subexposició o la sobreexposició
Durant els anys 20 la manipulació més habitual del negatiu en el revelatge era el control de l'exposició. A una pel·lícula sobreexposada, els tècnics de laboratori l'hi aplicarien un nivell de contrast inferior al normal; mentre que a una pel·lícula subexposada, el laboratori sobre-revelaria la pel·lícula en el procés de revelatge, creant un contrast major.